# Cerro Renca
Cerro Renca är ett berg i Chile.   Det ligger i provinsen Provincia de Santiago och regionen Región Metropolitana de Santiago, i den södra delen av landet, i huvudstaden Santiago de Chile. Toppen på Cerro Renca är 300 meter över havet.
Terrängen runt Cerro Renca är platt åt sydväst, men åt nordost är den kuperad. Runt Cerro Renca är det mycket tätbefolkat, med 3 757 invånare per kvadratkilometer.. Närmaste större samhälle är Santiago de Chile, 9,4 km sydost om Cerro Renca. 
Runt Cerro Renca är det i huvudsak tätbebyggt.